# Gaston I. (Foix)

Wappen von Foix-Béarn

Gaston I. (* 1287; † 13. Dezember 1315) war von 1302 bis zu seinem Tod Graf von Foix, Vizegraf von Castelbon und Béarn (als Gaston VIII.) sowie Co-Herr von Andorra. Nach dem Tod seiner Tante mütterlicherseits 1310 war er zudem Vizegraf von Marsan.
Er war der einzige Sohn seines Vorgängers Graf Roger Bernard III. und dessen Ehefrau Marguerite de Montcade († 1319), Erbin von Béarn.
Die ersten Jahre seiner Regentschaft stand Gaston unter der Vormundschaft seiner Mutter, da er beim Tod seines Vaters erst 13 Jahre alt war. Seine Jugend hielt ihn jedoch nicht davon ab an kriegerischen Aktivitäten teilzunehmen, so steuerte er während des Flandernkrieges König Philipps IV. dem königlichen Heer 100 Ritter und fast tausend Infanteristen bei, mit denen er am 11. Juli 1302 an der verhängnisvollen Schlacht der goldenen Sporen bei Courtrai teilnahm. Nachdem das Heer des Königs dort eine verlustreiche Niederlage gegen das flämische Bürgerheer hinnehmen musste, kehrte Gaston in seine Ländereien im Süden Frankreichs zurück, wo er sofort gegen seinen Vetter Graf Bernard VI. von Armagnac kämpfte der Ansprüche auf Béarn erhob. Durch König Philipp IV. wurden beide aber am 25. Dezember 1303 zum Friedensschluss gezwungen, nachdem sie trotz der Androhung der Exkommunikation die Friedensaufforderungen Papst Clemens V. ignoriert hatten. Danach nahm Gaston wieder am Flandernfeldzug des Königs teil, wo er am 17. August 1304 in der siegreichen Schlacht von Mons-en-Pévèle teilnahm, welche ein Jahr später zu einem vorläufigen Frieden mit Flandern in Athis-sur-Orge führte in dem Frankreich seine Herrschaft über Flandern sichern konnte.
Wieder auf seinen Domänen zurückgekehrt verwickelte sich Gaston in Grenzstreitigkeiten mit seinem Onkel König Jakob II. von Mallorca der ebenfalls erst durch das Eingreifen König Philipps IV. im Oktober 1308 beigelegt wurde. Als Gaston wenig später die Verwaltung über seine Ländereien von seiner Mutter übernahm, geriet er auch mit ihr in einen Konflikt der sich an seiner schlechten Regentschaft entzündet hatte. Nachdem es dabei auch zu bewaffneten Zusammenstößen kam söhnten sich Mutter und Sohn am 21. September 1312 aus. Doch den erbenlosen Tod des Grafen Ermengol X. von Urgell im Juli 1314 nutzte Gaston sogleich um einen neuen Streit mit Aragon vom Zaun zu brechen. Gaston schob eine angebliche Erbverfügung vor, die der tote Graf 1298 zu seinen Gunsten verfügt habe, die der König von Aragon aber als Fälschung deklarierte. Letztlich konnte Gaston der Macht Aragons nichts entgegensetzen und musste auf die Grafschaft Urgell verzichten.
Noch im selben Jahr erhob sich Gaston, wie so viele Adlige Frankreichs gegen die rigide Steuerpolitik des Königs und wurde dafür im Grand Châtelet in Paris gefangen gesetzt. Doch bald darauf verstarb der König und dessen Nachfolger Ludwig X. entließ den Grafen aus der Gefangenschaft. Gaston schloss sich darauf dem königlichen Heer zu einem neuen Zug gegen Flandern an, wo es zu erneuten Kämpfen gekommen ist.
Auf den Weg dorthin starb Gaston am 13. Dezember 1315 in der Abtei von Maubuisson in der Nähe von Pontoise. Sein Leichnam wurde in die Abtei von Boulbonne, der Begräbnisstätte seiner Familie, überführt.

## Ehe und Nachkommen
Graf Gaston I. war verheiratet mit Jeanne d’Artois († 1350), Tochter von Philipp von Artois; die Ehe wurde bereits im Oktober 1303 nach königlicher Vermittlung in Senlis vertraglich vereinbart. Jeanne war eine Angehörige der kapetingischen Nebenlinie von Artois die von König Ludwig VIII. abstammte. Sowohl zu Lebzeiten ihres Mannes und ihres Sohnes sorgte Jeanne durch ihre persönlichen Machtansprüche für ständige Unruhe und brachte vor allem die Noblesse von Foix gegen sich auf. Ihr Sohn sollte sie schließlich in eine langjährige Festungshaft legen. Die Kinder Gastons I. und Jeannes waren:
- Gaston II. (* 1308; † 1343), Nachfolger als Graf von Foix, Vizegraf von Béarn und Marsan, Co-Herr von Andorra
- Roger Bernard III. (* um 1310; † 1350), Vizegraf von Castelbon
- Robert, 1338–1348 Bischof von Lavaur
- Marguerite
- Blanche, ⚭ 1328 Jean II. de Grailly, Captal de Buch, Vizegraf von Bénauges und Castillon
- Jeanne († um 1357/58), ⚭ 1331 Prinz Peter von Aragon, Graf von Ribagorza, Ampurias und Prades